# Kazuyo Sejima
Kazuyo Sejima (Província de Ibaraki, 29 de outubro de 1956) é um arquiteta japonesa, vencedora do Prêmio Pritzker de 2010.

## Biografia
Depois de estudar na Universidade de Mulheres do Japão e trabalhar no escritório de Toyo Ito, em 1987, Kazuyo Sejima fundou a Kazuyo Sejima and Associates. Em 1995, ela fundou uma empresa com sede em Tóquio, a SANAA (Sejima e Nishizawa and Associates), juntamente com seu ex-empregado Ryue Nishizawa. Sejima foi nomeada Diretora do Setor de Arquitetura da Bienal de Veneza, para o qual ela curou a 12.ª Exposição Internacional de Arquitetura, realizada em 2010. Ela foi a primeira mulher selecionada para esta posição. Ainda em 2010, ela foi premiada com o Prêmio Pritzker, em conjunto com Ryue Nishizawa.
O SANAA possui projetos no Japão, Alemanha, Inglaterra, Espanha, França, Países Baixos e nos Estados Unidos. Entre eles, estão o translúcido prédio da Christian Dior em Tóquio (Japão), o Pavilhão de Vidro do Museu de Artes de Toledo, em Ohio (EUA), e o recém-inaugurado Centro de Aprendizado Rolex do Instituto Federal de Tecnologia da Suíça, em Lausanne. 

### Carreira acadêmica
Sejima leciona como professora visitante na Universidade de Arte de Tama e na Universidade de Keio, em Tóquio. Juntamente com Nishizawa, de 2005 a 2008, ela ocupou a Cátedra Jean Labatut na Escola de Arquitetura da Universidade de Princeton, em Princeton, Nova Jersey, nos Estados Unidos, onde ela também atuou no conselho consultivo por vários anos.

## Projetos

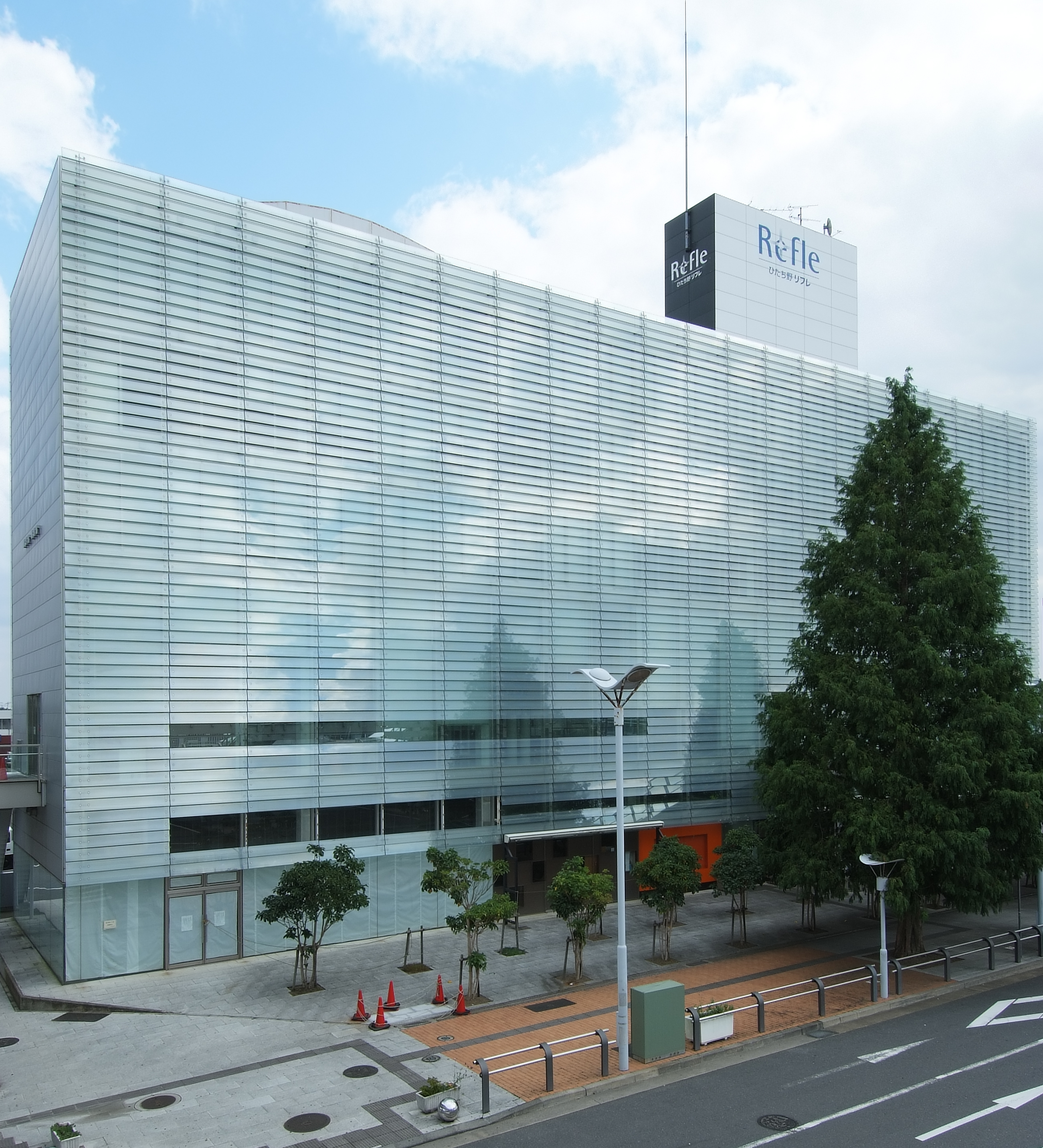
Hitachino Rifle (1996-1998)
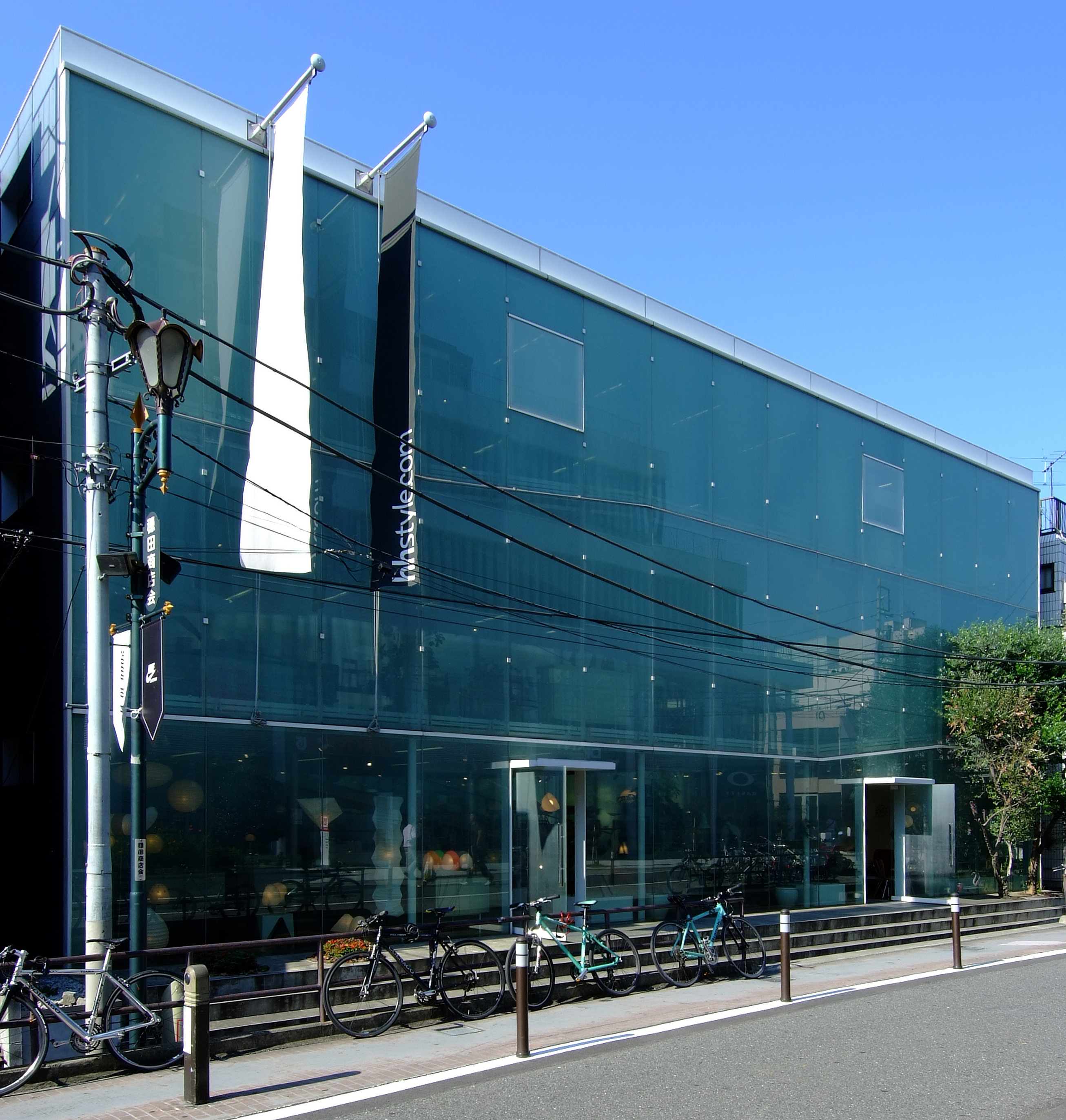
hhstyle.com, em Tóquio
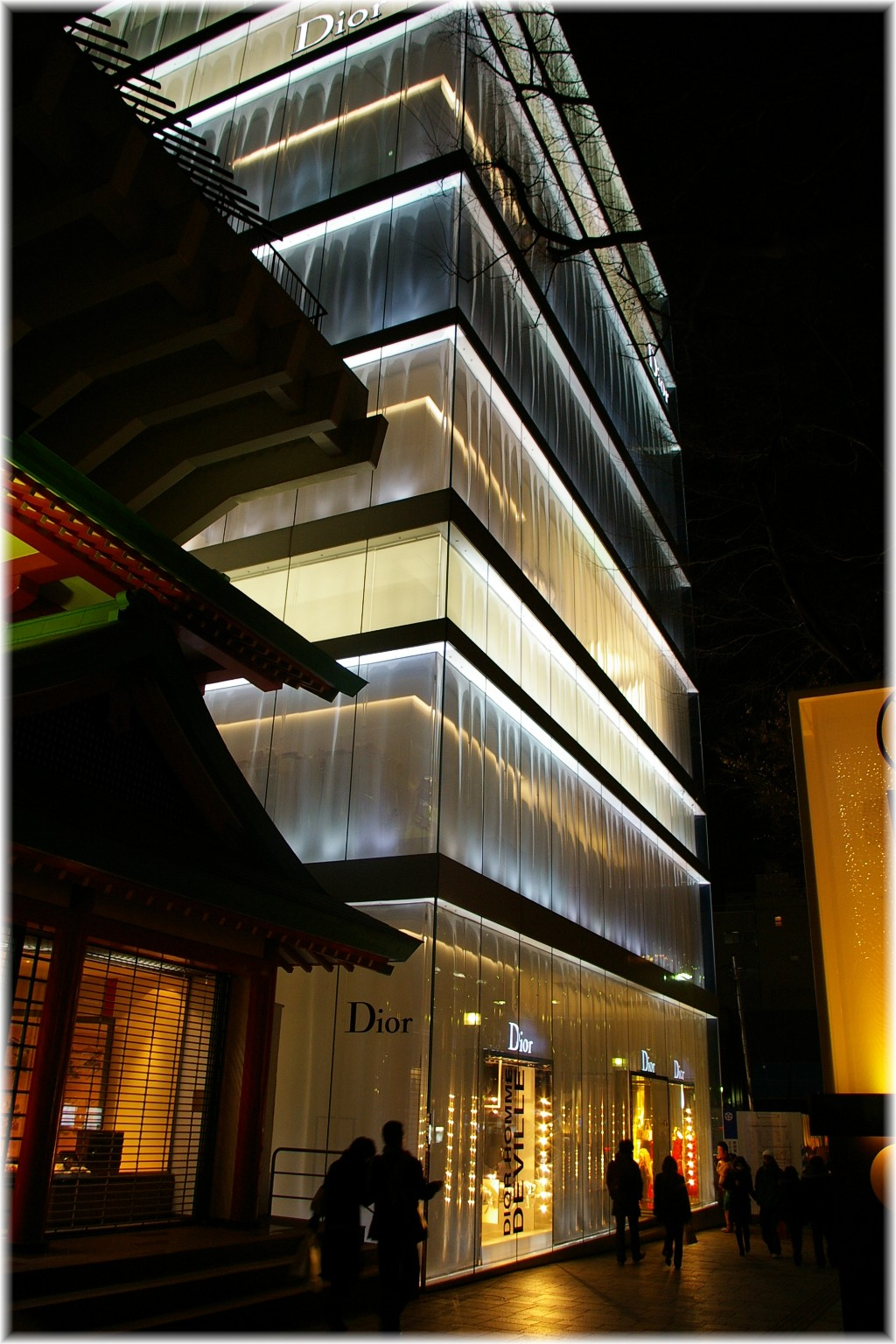
Christian Dior
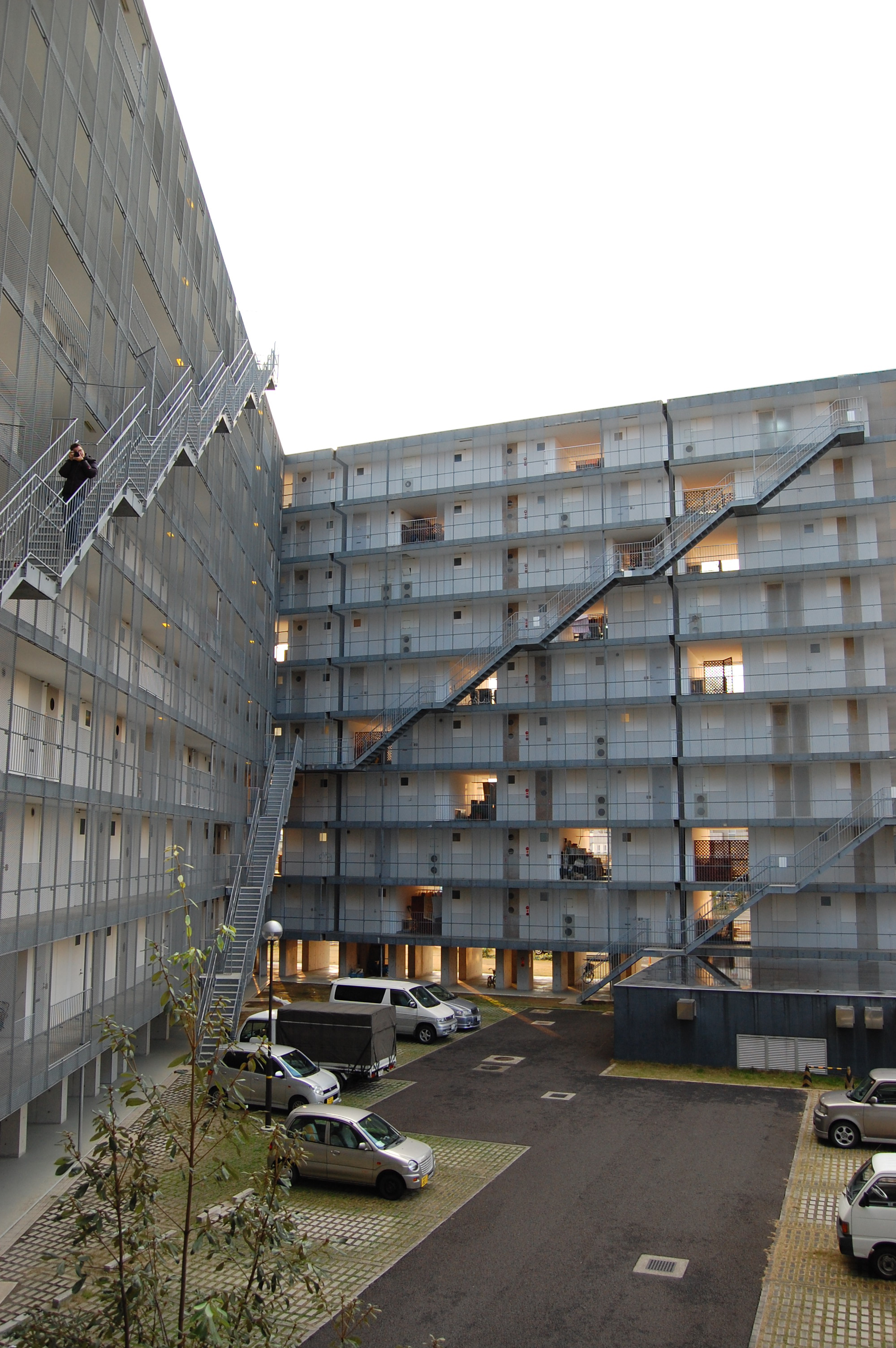
Kitagata Housing
Onishi Civic CenterOnishi Civic Center
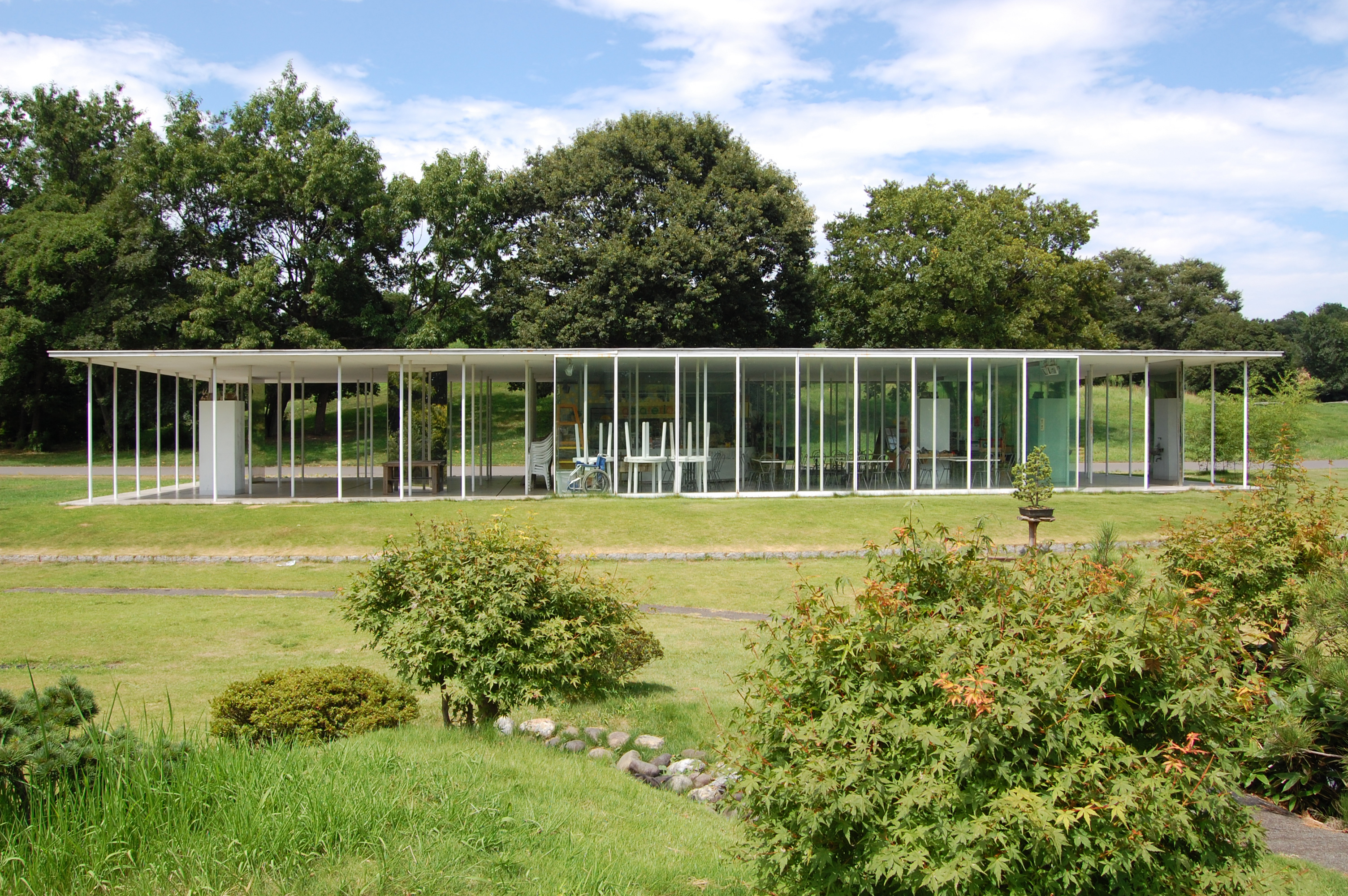
Koga Park Café